# FC Germania Untergrombach
Der FC Germania Untergrombach ist ein Fußballverein aus dem Landkreis Karlsruhe im Fußballkreis Bruchsal. Als größter Erfolg spielte die erste Herrenmannschaft in der Spielzeit 1966/67 in der 1. Amateurliga Nordbaden, der damals höchsten Amateurspielklasse. Die Frauen des FC Germania Untergrombach errangen im Badischen Fußballverband als erste die Verbandsmeisterschaft (1973), die Teilnahme an der deutschen Meisterschaft (1974) und Verbandspokal (1978). Später feierten die Frauen Erfolge als FC Spöck, DFC Spöck und DFC Eggenstein, ehe sie sich 2001 dem Karlsruher SC anschlossen und dessen Frauenabteilung bildeten.

## Herren: Geschichte
Der Verein wurde am 10. November 1907 gegründet. Der FC Germania Untergrombach gehörte in den 1960er Jahren zu den Spitzenmannschaften der 2. Amateurliga Mittelbaden. 1966 gelang mit dem Aufstieg in die 1. Amateurliga Nordbaden der größte Erfolg der Vereinsgeschichte bis dahin. Die Liga war damals unterhalb der Bundesliga und Fußball-Regionalliga Süd die dritte Spielklasse und höchste Amateurliga. Aufgrund des 15. und damit vorletzten Tabellenplatzes folgte nach nur einer Spielzeit 1967 der direkte Abstieg. Bis 1974 konnte sich der FC in der 2. Amateurliga Mittelbaden halten, ehe man in die Spielklassen des Kreises Bruchsal abstieg. Nach einem Abstieg aus der Kreisliga Bruchsal gehört die erste Mannschaft seit 2005 der Kreisklasse A Bruchsal an. Den letzten Triumph feierten die Herren mit dem Kreispokalsieg 2001.

## Frauen: Geschichte

### FC Germania Untergrombach (bis 1983)
Die Frauenfußballmannschaft gewann 1972/73 und 1973/74 die ersten beiden ausgetragenen Meisterschaften des Badischen Fußballverbandes. Die Mannschaft nahm als Folge dann 1974 an der ersten ausgespielten deutschen Meisterschaft der Frauen teil. Dort landete man in der Gruppe 2 sieglos auf dem letzten Platz. 1978 gewannen die Frauen schließlich den ersten ausgetragenen Verbandspokal des Badischen Fußballverbandes. Da der DFB-Pokal der Frauen erst 1980 eingeführt wurde, resultierte daraus keine Teilnahme am DFB-Pokal. Ab 1974/75 gingen die Meisterschaften vorwiegend an dem SV Schlierstadt bzw. dessen Nachfolger SC Klinge Seckach.

### FC Spöck (1983 bis 1990)
1983 wechselte die Frauenmannschaft des FC Germania Untergrombach zum FC Spöck. Obwohl Bruchsal die Nachbargemeinde von Spöck ist, folgte damit der Wechsel von dem Fußballkreis Bruchsal nach Karlsruhe. Allerdings sind im Frauenfußball die Fußballkreisgrenzen eher unbedeutend. Als FC Spöck gelang 1986/87 und 1987/88 die Verbandsmeisterschaft mit Teilnahme an der deutschen Meisterschaft sowie 1985/86 und 1987/88 der Verbandspokalsieg mit Teilnahme am DFB-Pokal in der Folgespielzeit. Damit durchbrach man die Vorherrschaft des SC Klinge Seckach zu jener Zeit. Auf bundesweiter Ebene folgte für den FC Spöck jeweils spätestens in der zweiten Runde das Aus.

### DFC Spöck (1990 bis 1993)
1990 machte sich die Frauenmannschaft als DFC Spöck selbständig und wechselte nach Eggenstein. Unter diesem Namen gewann sie 1990/91 den Verbandspokal mit DFB-Pokal-Teilnahme in der Folgespielzeit. Ferner war der DFC 1990/91 und 1991/92 Meister der Verbandsliga Baden, scheiterte aber jeweils in der Aufstiegsrunde zur Bundesliga.

### DFC Eggenstein (1993 bis 2001)
Als Konsequenz des Umzuges folgte 1993 die Umbenennung in DFC Eggenstein. Als DFC Eggenstein errang die Mannschaft 1994/95 die Verbandsligameisterschaft, scheiterte aber Aufstiegsrunde zur Bundesliga. 1996 wurde der DFC Gründungsmitglied der Oberliga Baden-Württemberg. Dort musste man aber meist den südbadischen Vereinen SC Sand und vor allem SC Freiburg die Meisterschaft überlassen. Ferner gewann Eggenstein den Verbandspokal 1994/95, 1997/98 und 2000/01. Auch bei diesen drei DFB-Pokal-Teilnahmen folgte jeweils spätestens in der zweiten Runde das Aus. 2001/02 unterlag man unter neuem Namen rekordverdächtig 0:20 gegen den 1. FFC Frankfurt.
2001 gewannen die B-Juniorinnen des DFC Eggenstein die deutsche Meisterschaft durch ein 1:0 im Endspiel gegen Serienmeister 1. FFC Turbine Potsdam.

### Karlsruher SC (ab 2001)
2001 löste sich der DFC Eggenstein auf, schloss sich dem Karlsruher SC an und bildete dessen neue Frauenfußballabteilung.

### ASV Hagsfeld
Nach internen Querelen wechselten im Januar 2005 Teile der Frauenfußballabteilung des Karlsruher SC zum ASV Hagsfeld. Beide Vereine wetteifern seither um die Vorherrschaft im Karlsruher Frauenfußball.

### Erfolge
- Verbandsmeister: 1972/73, 1973/74, 1986/87, 1987/88, 1990/91, 1991/92, 1994/95
- Verbandspokalsieger: 1977/78, 1985/86, 1987/88, 1990/91, 1994/95, 1997/98, 2000/01
- Deutsche Meisterschaft der B-Juniorinnen: 2000/01

Die Erfolge von Karlsruher SC und ASV Hagsfeld sind nicht hier, sondern bei den entsprechenden Seiten dargestellt.

## Aktuelle Situation
Derzeit (2015) besitzt der FC Germania Untergrombach zwei Herrenmannschaften sowie eine AH-Mannschaft. Ferner ist der durchgehend von den A- bis F-Junioren jeweils mit ein bis zwei Mannschaften am Spielbetrieb vertreten.